# Malcolm Glazer
Pour les articles homonymes, voir Glazer.
Malcolm Irving Glazer, né le 25 mai 1928 à Rochester, et mort le 28 mai 2014 à Palm Beach (Floride), est un homme d'affaires américain.
Président et directeur de First Allied Corporation, une holding aux intérêts commerciaux variés, notamment dans l'industrie agroalimentaire, il détenait une participation majoritaire dans les clubs sportifs du Manchester United Football Club 2005-2014 (codirigé par ses fils Avram et Joel) en football et des Buccaneers de Tampa Bay en football américain.

## Vie privée
Malcolm Glazer épouse Linda en 1961. Ensemble ils ont 6 enfants, 5 garçons : Avram Glazer, Kevin Glazer, Bryan Glazer, Joel Glazer, Edward Glazer et une fille Darcie Glazer.